# جاني بيغلو
جاني بيغلو هي قرية في مقاطعة كليبر، إيران. عدد سكان هذه القرية هو 117 في سنة 2006.